# Richard Blumenthal
Richard Blumenthal (Brooklyn, 1946. február 13. –) amerikai politikus, szenátor (Connecticut, 2010 – ). A Demokrata Párt tagja.

## Pályafutása
Blumenthal a Harvard Egyetemen szerezte meg alapdiplomáját 1967-ben. Ezután 1967–68-ban a Cambridge-i Egyetemen tanult, majd jogi végzettséget szerzett a Yale Egyetemen 1973-ban. 1970-től 1976-ig a tengerészgyalogságnál tartalékos állományban szolgált. 1974–75-ben Harry Blackmun legfelsőbb bírósági bíró asszisztense volt. 1977-től 1979-ig Connecticutban volt szövetségi ügyész. 1984-től 1987-ig a connecticuti képviselőház tagja volt, 1987-től 1990-ig pedig az állami szenátusban szolgált. 1991-től 2010-ig Connecticut állam igazságügyminisztere (attorney general) volt. 2010-ben beválasztották a washingtoni Szenátusba. 2016-ban újraválasztották. Mandátuma 2023. január 3-án jár le.